# Elefantenrüsselmuschel
Die Elefantenrüsselmuschel (englisch elephant trunk clam; Panopea generosa) ist eine Muschel-Art aus der Familie der Felsenbohrer (Hiatellidae). Aufgrund ihrer Größe und Form wird sie auch „Königsmuschel“ (englisch king clam) oder „Penismuschel“ genannt. In den Vereinigten Staaten ist sie als Geoduck bekannt, gesprochen [ˈɡuː.iːdʌk], eine Transkriptionsvariante des Lushootseed-Wortes gʷídəq.

## Merkmale
Das gleichklappige, plump wirkende, geblähte Gehäuse wird bis zu 20 cm lang. Das Gehäuse ist nur leicht ungleichseitig, die deutlichen, nach vorne eingerollten Wirbel sitzen etwas näher zum Vorderende hin. Es ist im Umriss gerundet-quadratisch (subquadratisch) bis gerundet-rechteckig (subrectangular), etwas länger als hoch. Der Vorderrand ist gerundet, während der Hinterrand abgestuft ist. Der Umriss ist jedoch variabel und variiert nicht nur zwischen unterschiedlichen Populationen, sondern auch innerhalb einer Population. Die beiden Klappen klaffen am Hinterende sehr stark. Die miteinander verwachsenen Siphonen sind sehr stark ausgebildet und ragen weit aus dem Gehäuse heraus bzw. können nicht mehr in das Gehäuse zurückgezogen werden. Die Mantellinie ist daher sehr tief eingebuchtet. Das Ligament liegt außen auf kräftigen, aber kurzen Nymphen. Die Schlossplatte ist eher schwach ausgebildet und ohne Zähne.
Im Juvenilstadium ist die Schale dünn und porzellanartig-glänzend. Das bräunliche Periostracum ist dünn und blättert leicht ab. Im Adultstadium wird die Schale meist sehr dick, weißlich-kreidig und sehr schwer. Das Gewicht des Gehäuses allein kann bis zu 5 kg betragen. Seltener werden die Juvenilmerkmale auch in das Adultstadium übernommen, d. h. die Schale bleibt dünner und das Gehäuse ist entsprechend nicht so schwer. Die Ornamentierung besteht aus unregelmäßigen, randparallelen, groben Anwachsstreifen. Im Bereich des Wirbels weist die Schale häufig leichte, randparallele Wellen (Undulationen) auf.
Der Fuß ist vergleichsweise klein. Dafür sind die verwachsenen Siphonen sehr kräftig und lang, und die Individuen können eine Gesamtlänge von bis zu einem Meter (wenn die Siphonen ausgestreckt sind) und ein Weichteilgewicht von 0,5 bis 1,5 Kilogramm erreichen.

## Geographische Verbreitung und Lebensraum
Der Lebensraum der Elephantenrüsselmuschel erstreckt sich an der Pazifikküste Nordamerikas von Kodiak Island (Alaska) bis nach Newport Bay (Kalifornien). Entlang der Ostküste Ostasiens erstreckt sich das Verbreitungsgebiet von den Kurilen und der südlichen Sachalin-Halbinsel bis nach Kyushu (Japan).
Der Lebensraum reicht von der unteren Gezeitenzone bis in etwa 100 Meter Wassertiefe. Sie gräbt sich dort mit ihrem kleinen Fuß bis zu 15 cm tief in sandige und schlammige Böden ein.

## Lebensweise und Fortpflanzung
Die Elefantenrüsselmuschel ernährt sich filtrierend von Phytoplankton. Die Muscheln können sehr alt werden; die älteste bisher gefundene Muschel war 168 Jahre alt. Sie gilt als die größte grabende Muschel.
Elefantenrüsselmuscheln sind getrenntgeschlechtlich. Die Weibchen produzieren Millionen von Eiern, die ins freie Wasser abgegeben werden. Die Männchen geben die Spermien in dichten Wolken ebenfalls ins freie Wasser ab, wo dann die Befruchtung stattfindet. Nach nur wenigen Stunden schlüpfen die Larven und bilden ein erstes larvales Gehäuse aus. Nach etwa zwei Tagen gehen sie bereits zum Bodenleben über und graben sich ein.
Erwachsene Elefantenrüsselmuscheln haben nur wenige natürliche Fressfeinde, was zusätzlich zu ihrer Langlebigkeit beiträgt. In Alaska handelt es sich hierbei vorwiegend um Seeotter, Seehunde und Seesterne.

## Wirtschaftliche Bedeutung

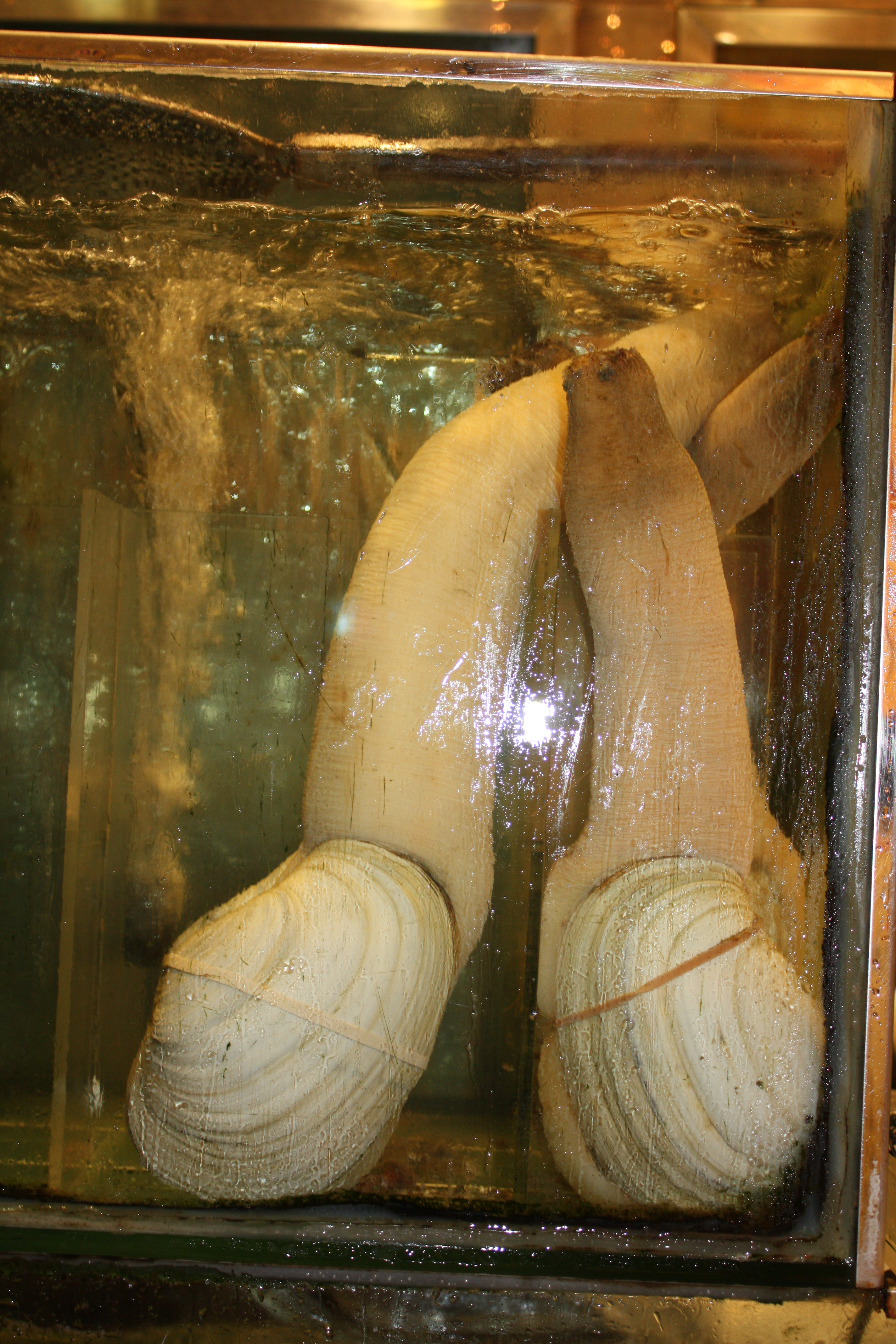
Elefantenrüsselmuscheln in einem Restaurant in Hongkong

Die weltweit erste Elefantenrüsselmuschel-Fischerei wurde 1970 eröffnet, die Nachfrage nach der Muschel war damals jedoch niedrig. In den Vereinigten Staaten werden die Tiere heutzutage für etwa 65 US-Dollar pro Kilogramm verkauft und auch in China erfreuen sie sich aufgrund ihres einzigartigen Geschmacks und ihrer knusprigen Außenhaut großer Beliebtheit. Dort wird ihnen zudem eine potenzsteigernde Wirkung nachgesagt, unter anderem aufgrund ihrer penisähnlichen Form.
Der mittlerweile hohe Marktwert dieser Muschel ließ in Nordamerika eine Industrie entstehen, die jährlich rund 80 Millionen US-Dollar umsetzt. Dort wird sie unter anderem auf speziellen Küstenfarmen im US-amerikanischen Bundesstaat Washington und in der kanadischen Provinz British Columbia gezüchtet. Aufgrund der steigenden Nachfrage finden sich sowohl in den Vereinigten Staaten als auch in Kanada immer mehr private Farmen.
In etwa der Hälfte des Puget Sound im Bundesstaat Washington haben Indigene vom Stamm der Squaxin das Exklusivrecht Elefantenrüsselmuscheln zu sammeln. Sie werden dort von Tauchern per Hand am Meeresboden gesammelt. Die Taucher dürfen aber nicht tiefer als 70 Fuß tauchen.

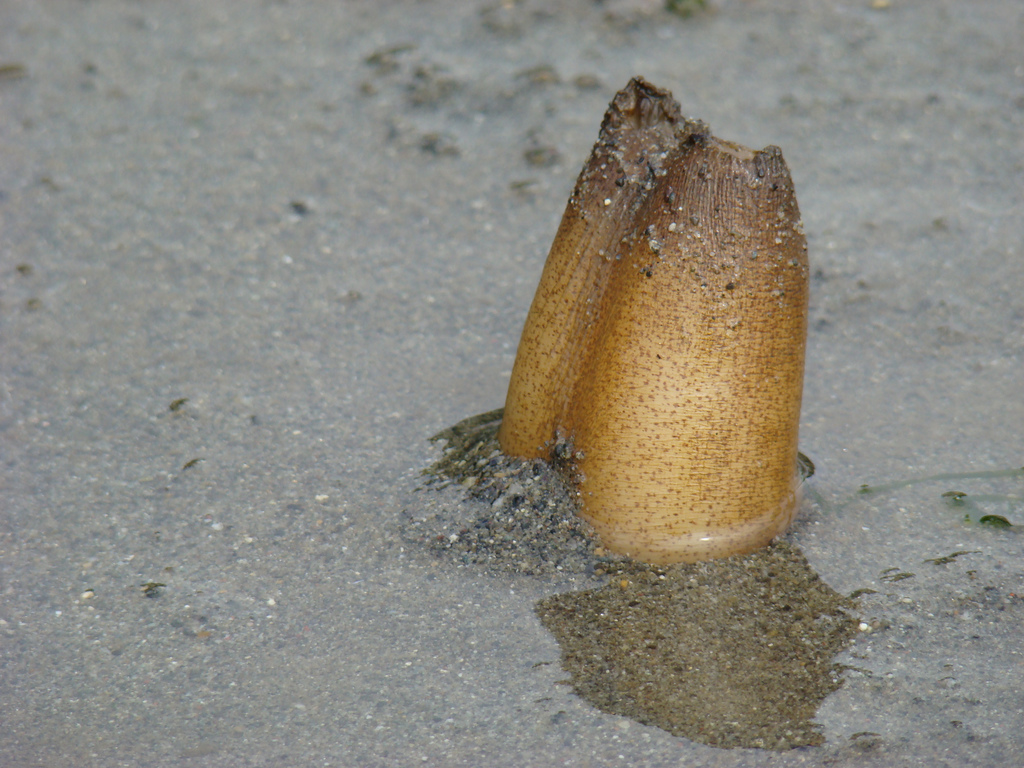
Muschel im Sand
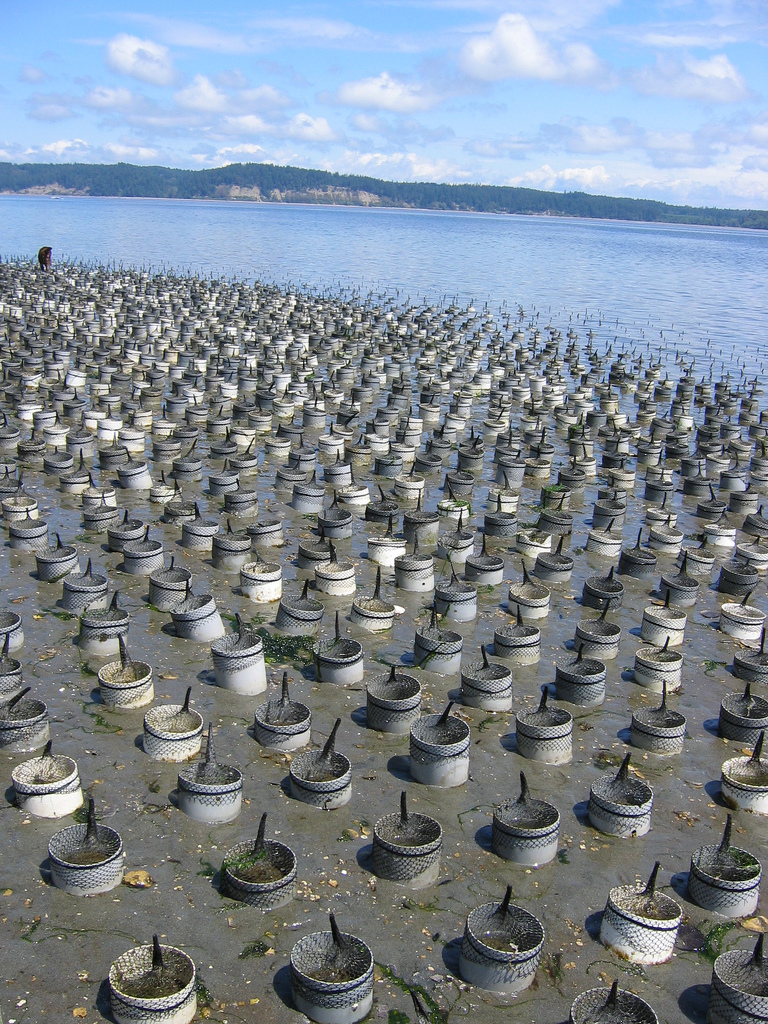
Zuchtfarm der Muschel

## Nomenklatur
Die Elefantenrüsselmuschel wird heute unter dem wissenschaftlichen Namen Panopea generosa (Gould, 1850) geführt. In Publikationen vor 2010 ist sie meist als Panopea abrupta (Conrad, 1849) bezeichnet. Mya abrupta Conrad, 1848 ist eine fossile Art aus dem Miozän, deren Holotyp artlich von der rezenten Art verschieden ist. Diese wurde nur ein Jahr nach Timothy Abbott Conrad von Augustus Addison Gould unter dem heute noch benutzten Binomen Panopea abrupta beschrieben.